# Ligueil
Ligueil település Franciaországban, Indre-et-Loire megyében. Lakosainak száma 2113 fő (2022. január 1.). Ligueil Bournan, La Chapelle-Blanche-Saint-Martin, Ciran, Civray-sur-Esves, Cussay, Ferrière-Larçon, Paulmy és Vou községekkel határos.

## Népesség
A település népességének változása:
| Lakosok száma | 2245 | 2413 | 2201 | 2155 | 2242 | 2211 | 2188 | 2130 | 2115 | 2113 |
|               | 1968 | 1982 | 1990 | 2006 | 2013 | 2015 | 2017 | 2019 | 2020 | 2022 |